# 魚津市立上中島小学校
魚津市立上中島小学校（うおづしりつ かみなかじましょうがっこう）は、富山県魚津市吉野1263番地にかつて存在した小学校。

## 解説
魚津市の上中島地区を通学区域としていた。2019年度に魚津市立住吉小学校、魚津市立松倉小学校と統合して、魚津市立星の杜小学校となるため、廃校となった。

## 沿革
個別に出典が提示されていない1967年までの箇所の出典→
- 1877年5月、早月上野村の民家を借りて早月小学校として創立（それまで上中島地区の住民は住吉村の新川県管下第三大区第六大学区第九中学区十六番小学校に通学していた）。
- 1886年
  - 4月、小学校令により小学校設置区域が変わったため、同年5月、早月上野村176番地と180番地に校舎を新築。
  - 11月24日、校舎が竣工し移転。同時に早月上野小学校に改称。
- 1889年7月7日 - 上中島村成立に伴い、早月上野小学校の通学区域を変更。
- 1890年、上中島簡易小学校と改称し、慶野小学校の一部を購入し吉野村に建築、同年7月7日に移転（当時は3学級編成、この日を当校では創立記念日と定めている）。
- 1892年10月、上中島尋常小学校となる。
- 1909年、尋常科が義務制の6年となったので、1学級増築。
- 1913年5月、現在地に校舎移転（5学級）。
- 1928年11月、講堂を新築。
- 1941年4月1日、上中島国民学校と改称。
- 1945年、東京都矢口東国民学校より33名が集団疎開[2]。
- 1947年
  - 4月、富山県下新川郡上中島小学校と改称（一時期のみ角川中学校を併設）。同時に給食室も新築[3]。
  - 11月、校旗樹立、校歌制定[3]。
- 1949年、2階建て4教室増築、校庭拡張。
- 1952年4月、魚津市の市制施行に伴い、魚津市立上中島小学校と改称。
- 1961年6月、古い部分の4教室を取り壊し、2階建て4教室を新築し、全館2階建ての校舎となる。
- 1964年3月、給食室、理科室、同準備室、東便所などを増築。
- 1967年7月、簡易プール施設を設け、1968年、同プールにシャワー洗眼設備、足洗い場などが加わる。
- 1980年3月、新校舎、体育館竣工式[4]。
- 1981年9月、希望の像建立[4]。
- 1984年、25mプール竣工[4]。
- 1986年7月、校舎建築工事着工[5]。
- 1987年3月7日、鉄筋コンクリート3階建て延床面積887m2の校舎を増改築（これを以て市内全ての小中学校の鉄筋校舎化が完了）[5][6]。
- 2019年3月、魚津市立星の杜小学校設置に伴い、廃校[7]。

閉校後は、魚津市と地元住民の協議で隣接する公民館の駐車場として活用されることになった。今後、校舎とプールを解体することが、2022年12月2日の魚津市議会全員協議会で判明している。校舎は2023年度に解体され、体育館は市の体育施設として存続。今後は校舎跡地で駐車場を整備するのに合わせて、体育館の別棟を建設することになった。2026年度に完成予定。